# ذقيمة ملطخة
ذَقْيمَة مُلَطَّخَة نوع من النباتات المزهرة من جنس الذقيمة في فصيلة الحمحمية.

## التوزع
عُثِر على الزهرة البرية على المنحدرات في الارتفاعات بين ٢٠ و ١٠٠٠ متر. هذا النبات مستوطن في ولاية كاليفورنيا. وهي أكثر شيوعًا في سييرا نيفادا ووادي ساكرامنتو ونطاقات ساحل كاليفورنيا في منطقة خليج سان فرانسيسكو.